# Olof Burman (kyrkoherde)
Olof Burman, född 25 mars 1772 i Piteå, död 25 december 1843 i Råneå socken, var en svensk präst.
Burman var son till handlanden och klockaren Elias Burman och Elsa Brita Læstadius samt bror till Erik Burman som blev kyrkoherde i Karl Gustav. Efter studier vid Piteå skola fick han konsistoriets tillstånd att direkt gå vidare till Uppsala universitet, där han inskrevs 1789. Han prästvigdes i februari 1798 till pastorsadjunkt i Luleå åt Isak Nordmark, vars styvdotter han kom att gifta sig med. Efter pastoralexamen 1811 utnämndes Burman till regementspastor vid Västerbottens regemente i juli 1812 och blev komminister i Luleå landsförsamling i oktober samma år. Han utnämndes till kyrkoherde i Råneå församling i december 1818 med tillträde 1819. Burman blev i maj 1819 honorärprost och vice kontraktsprost i Västerbottens tredje kontrakt.
Ett dominerande inslag i kyrkolivet i Råneå under Burmans tid som kyrkoherde var väckelsen. Burmans fromhetstyp verkar ha varit präglad av pietism och han var också god vän med läsarledaren Olof Palmgren. Men i Råneå mötte han en radikal separatism, anförd av bonden Nils Andersson i Lassbyn. Hans rörelse gjorde aggressiva utfall mot kyrkan men hade också extatiska inslag, varför den kallades dansarsekten. Nils Andersson lagfördes för olika förseelser, exempelvis utnämnde han en flicka till Kristi brud. Till slut försonades dock Nils Andersson med Burman och kyrkan, även om separatismen levde vidare genom Lars Riström. 
Burman gifte sig i Luleå 1803 med Anna Catharina Wallis, som var dotter till sjökaptenen Gustaf Fredrik Wallis och Anna Helena Wiesbeck; modern gifte om sig med prosten Isak Nordmark. Av barnen var Anna Burman gift med komminister Nils Edén i Råneå, Isak Burman lantmätare i Råneå, Sofia Burman gift med kyrkoherden Johan Magnus Unæus i Burträsk, Maria Burman ogift, Helena Burman gift med lantmätaren Per Edvard Bergner, Oscar Burman stadskomminister i Luleå, Johanna Burman gift med kronolänsmannen Carl Erik Noring i Lövånger, Elsa Cajsa Burman gift med handlanden Lars Aron Moosberg i Råneå, Gustava Burman gift med hemmansägaren Gustaf Zellberg i Överluleå och Elias Burman länsman och sockenskrivare i Råneå.